# Cirrospilus flavicinctus
Cirrospilus flavicinctus is een vliesvleugelig insect uit de familie Eulophidae. De wetenschappelijke naam is voor het eerst geldig gepubliceerd in 1883 door Riley.